# Restes de fortificacions a Vilanova de l'Aguda
Les Restes de fortificacions a Vilanova de l'Aguda és una obra de Vilanova de l'Aguda (Noguera) declarada bé cultural d'interès nacional.

## Descripció
Portal fortificat d'accés a l'antiga població fortificada. Restes de murs. Han estat molt restaurades, amb importants afegits moderns.

## Història
La primera referència al castell es remunta al 1022, amb la celebració d'un judici relatiu a la propietat d'aquest castell. L'any 1047 el castell fou donat a la canònica de Santa Maria de la Seu. L'any 1071 el bisbe Guillem permutà als canonges de Santa Maria de la Seu l'església de sant Genís d'Er, la tercera part de la de Sant Genís de Montellà i la degania de Cerdanya per la senyoria del Castell de l'Aguda.
Torna a aparèixer documentat al llarg del segle xii.